# Hugo Pérez de la Pica
Hugo Pérez de la Pica (Madrid, 1974) es un dramaturgo, director teatral, escenógrafo, figurinista y poeta español. Creador, junto a Irina Kourberskaya, del Teatro Tribueñe. Posee, entre otros reconocimientos, el Premio Ojo Crítico de Teatro de 2012 de RNE. Es miembro de la Asociación de Directores de España (ADE) y de la Asociación de Autores de Teatro (ATT)

## Trayectoria
Su profundo interés por el folclore hispano le lleva a recorrer toda la geografía investigando canciones populares españolas, analizando movimientos de danza casi olvidados, rescatando viejas músicas archivadas y diseñando trajes que recuperan simbologías ancestrales.
Estudia baile con el Maestro Tomás de Madrid, canto con Jesús Aladrén  y canción sefardí con Sofia Noel.. Se forma en flamenco con Carmen Acosta en la Escuela de Baile Matilde Coral y en danza española con Mercedes Zúñiga.
Comienza su andadura como creador y cantante en 1996, subiéndose a los escenarios de los Cafés Concierto: actúa en la Sala Galileo de Madrid, el café-teatro del Teatro María Guerrero y en el Círculo Catalán. En 1998, participa en los homenajes del primer centenario del nacimiento de Federico García Lorca en Radio Nacional de España. Es en 1999 cuando inicia su producción teatral.
En 2003 crea junto con Irina Kouberskaya un nuevo espacio teatral en Madrid: el Teatro Tribueñe, un lugar donde defender y promover la idea del arte en todas sus facetas y dimensiones.
En 2012 recibe junto a Irina Kouberskaya el Premio Ojo Crítico de Teatro de RNE,  por "su compromiso con un modo especial de concebir y de materializar el hecho teatral, al tiempo que investiga nuevos lenguajes escénicos, alternando textos ya consagrados con los de autores por descubrir".

### Teatro
| Año  | Obra | Sala | Contribución                                                             |
| 2024 | Mujeres Catedrales | Teatro Tribueñe (2024-2025) | Dirección y creación                                                     |
| 2023 | Argentinita, Encarnación de la danza | Teatro Tribueñe (2023-2024) | Dirección y creación                                                     |
| 2023 | Muladar | Teatro Tribueñe (2023-2024) Auditorio CMM Carmen Laforet (2023) Teatro Bretón de Haro. XXVII Certamen de Teatro Garnacha de Rioja (2024) | Dirección y creación                                                     |
| 2022 | La tapa del cofre | Teatro Tribueñe (2022-2023) Centro Cultural, Villamanrique de la Condesa | Dirección y creación                                                     |
| 2022 | Cantar de amores | Plaza Mayor de Salamanca | Dirección escénica                                                       |
| 2020 | Por los ojos de Raquel Meller | Teatro Tribueñe (2020-2022) Teatro del Mercado, Zaragoza (2022) Teatro de Rojas, Toledo (2022) Auditorio Pedro Almodóvar, Puertollano (2022) Teatro Ideal, Calahorra (2021) Teatro Bretón de Haro, La Rioja (2021) Teatro Rioja Fórum, Logroño (2021) Teatro Cervantes, Arnedo (2021) Teatro Principal, Zamora (2021) Certamen Nacional de Teatro Garnacha de La Rioja. Teatro Bretón de Haro, La Rioja (2020) | Dirección, libro, iluminación, espacio, figurines y coreografía          |
| 2019 | Anatomía de la Zarzuela Orquesta y Coro RTVE Dirección: Cristóbal Soler. Lorena Valero, Sebastiá Peris, Compañía Teatro Tribueñe                                                                   | Teatro Monumental, Madrid Palacio Real de Aranjuez | Dirección escénica, vestuario                                            |
| 2019 | Tus muertos que son los míos | Teatro Tribueñe | Dirección, libro, iluminación, espacio y vestuario.                      |
| 2019 | Canciones de cuna españolas | Residencia de Estudiantes, Madrid Gira internacional, Bélgica | Dirección, adaptación y figurinista                                      |
| 2018 | Las Teodoras Monólogo homenaje a las actrices españolas de posguerra, interpretado por Chelo Vivares                                                                                               | Teatro Tribueñe | Autor y director                                                         |
| 2017 | Canela | Teatro Tribueñe | Dirección, libro, iluminación, espacio y vestuario.                      |
| 2016 | Estaciones de Isadora | Teatro Español, sala Margarita Xirgu (2016) Teatro Tribueñe (2017) | Autor y codirector con Beatriz Argüello                                  |
| 2016 | Alarde de Tonadilla | Teatro Tribueñe (2016 -2019) Teatro Monumental, Madrid (2019) Teatro Principal de Zamora (2018) Teatro Barakaldo (2017) Teatro Josep Carreras de Fuenlabrada (2017) Teatro Fontanka de San Petersburgo (2017) Teatro Montemar de Baeza (2017) Teatro José María Rodero de Torrejón de Ardoz (2017) Casino de Madrid (2017) Teatro Ideal de Calahorra, La Rioja (2017) Centro Cultural Paco Rabal, Madrid (2017) XIX Certamen Nacional de Teatro Garnacha de Rioja (Haro) (2016) | Dirección, libro, iluminación, espacio y vestuario.                      |
| 2015 | Paseíllo | Teatro Tribueñe (2015-2016) Teatro Montemar de Baeza (2016) Teatro L’Atalante de París (2016) Teatro Real Coliseo de Carlos III de El Escorial (2015) Teatro Real Carlos III de Aranjuez (2015) | Dirección, libro, iluminación, espacio y vestuario                       |
| 2014 | Movimientos II. Danzar al aire español. Ballet para la Compañía de la Fundación Antonio Gades. | Teatro Real de Madrid (2014) | Dirección, libro, espacio y vestuario                                    |
| 2012 | Donde mira el ruiseñor cuando cruje una rama Auto sacramental del siglo XXI concebido como ópera de cámara cuya música original ha compuesto Mikhail Studyonov                                     | Festival de Música Sacra Comunidad de Madrid (2014) Teatro Español de Madrid (2013) Teatro Tribueñe (2012-2013) | Dirección, libro, iluminación, espacio, figurines y coreografía          |
| 2011 | Un catalejo que es un caleidoscopio Espectáculo infantil para el ciclo de teatro para bebés “Rompiendo el cascarón”                                                                                | Teatro Fernán Gómez (2011) | Dirección, libro, iluminación, espacio y vestuario                       |
| 2010 | La casa de Bernarda Alba de Federico García Lorca | Teatro Tribueñe (2010-2019) 34 Festival de Teatro de Málaga (2017) II Festival Me vuelves Lorca de Laroles, Granada (2016) Teatro Español de Madrid (2014) Festival Internacional de Teatro Contemporáneo Lazarillo (2014) XVI Certamen Nacional de Teatro Garnacha, La Rioja (Haro) (2013) Festival Internacional de Teatro “Butrinti 2000” (Albania) (2013) Viaje a Argel dentro de la programación del Instituto Cervantes y AECID (2012) XXXII Festival de Teatro Ciudad de Palencia (2011) Apertura temporada teatral del Teatro Fontanka, San Petersburgo (2011) XV Festival Internacional Teatro, Música y Danza Las Palmas Gran Canaria (2011) | Codirector con Irina Kouberskaya y escenógrafo                           |
| 2010 | …Azules rejas del amor | Participación en el 2 Turven Hoog Festival, Ámsterdam (2015) Centre Culturel de la Ville Robert, Pordic - Francia (2015) Gira por Francia: Très-Tôt-Théâtre, Quimper (Bretaña); Caen (Normandía); participación en el Festival de Nantes “Petit el Grand” (2013) Participación en el Festival Premieres Rencontres de Villirs-le-Bel, París (2012) Participación en el Festival “La casa sensibile”, Asti, Piamonte - Italia (2012) Espectáculo infantil para el ciclo de teatro para bebés “Rompiendo el Cascarón” del Teatro Fernán Gómez (2010) | Dirección, libro, iluminación, espacio, vestuario y coreografía          |
| 2009 | El jardín de los cerezos de Antón Chéjov, dirección de Irina Kouberskaya | Teatro Tribueñe Teatro Fontanka, San Petersburgo. (2011) Festival Internacional de Teatro de Chéjov de Yalta, Ucrania (2011) | Vestuario                                                                |
| 2009 | Lo malo es que casi nadie escucha | Instituto Cervantes, Lyon - Francia (2010) Teatro Tribueñe (2009) | Dirección, libro, iluminación, espacio y vestuario                       |
| 2009 | Planeta Sacromonte | Teatro Tribueñe (2009) | Dirección, libro, iluminación, espacio, vestuario y coreografía          |
| 2008 | El público, palabras de Federico Versión del texto de Federico García Lorca | Teatro Tribueñe (2008-2010) Théâtre Les Ateliers, Lyon, Francia, dentro de la programación del Instituto Cervantes (2010) Arenas de San Pedro (Ávila) | Dirección, iluminación, espacio, vestuario, interpretación y coreografía |
| 2008 | Amor de don Perlimplín con Belisa en su jardín de Federico García Lorca, dirección de Irina Kouberskaya                                                                                            | Teatro Tribueñe (2008-2009) | Vestuario y escenografía                                                 |
| 2006 | Por los ojos de Raquel Meller | Teatro Tribueñe (2006-2013) Teatro Auditorio Revellín, Ceuta (2013) Teatro Principal de Palencia (2012) Teatro Salón Cervantes, Alcalá de Henares – Madrid (2012) Teatro Barakaldo, Vizcaya (2012) Biblioteca Nacional de España, representación de extractos del espectáculo (2012) Teatro Arteria Paral.lel (Barts), Barcelona (2011) Teatro Principal Zaragoza (2011)  Y otros teatros de la Comunidad de Madrid y Ávila | Dirección, libro, iluminación, espacio, figurines y coreografía          |
| 2006 | El retablo de la avaricia, la lujuria y la muerte de Ramón M. del Valle-Inclán, dirección de Irina Kouberskaya (2006) Ligazón, La rosa de papel, El embrujado, La cabeza del Bautista y Sacrilegio | | Vestuario y escenografía                                                 |
| 2006 | Variedades taurinas | Espectáculo creado para las fiestas de San Isidro de Madrid (2006) Teatro Tribueñe (2006) | Dirección, libro, iluminación, espacio y vestuario                       |
| 2006 | ¡Más despacio costalero!, exaltación de la saeta | Teatro Tribueñe (2006) | Dirección, libro, iluminación, espacio, vestuario y coreografía          |
| 2004 | Aquella danza María Santísima del Olvido | Teatro Tribueñe (2004) | Dirección, libro, iluminación, espacio, vestuario y coreografía          |
| 2003 | Pan de oro | Teatro Tribueñe (2003-2007) | Dirección, libro, iluminación, espacio, vestuario y coreografía          |
| 2002 | Combinaciones negras | Espacio Meteora, Sevilla (2002) Sala Imperdible, Sevilla (2002) | Dirección, libro, iluminación, espacio, vestuario y coreografía          |
| 2002 | Apócrifos | Sala Meteora, Sevilla (2002) | Dirección, libro, iluminación, espacio, vestuario y coreografía          |
| 1999 | El hilo negro | Teatros Olimpia y Fontanka de San Petersburgo - Rusia (1999) Thalia Theater, Nueva York - Estados Unidos (2000) Teatro Real Coliseo de Carlos III, San Lorenzo de El Escorial (2002) Teatro Auditorio Adolfo Marsillach, San Sebastián de los Reyes - Madrid (2002) | Dirección, libro, espacio, vestuario, interpretación y coreografía       |
| 1992 | Los mapas del aire de Miguel Ángel Mendo, dirección de Juan Ramón Sánchez (1992) | Sala Mirador, Madrid (1992) | Intérprete                                                               |

### Poesía
Paseíllo / Donde mira el ruiseñor cuando cruje una rama, editado por Alegranza, de Editorial Kókinos (2016)
Obras escogidas, editado por Alegranza, de Editorial Kókinos (2024)

## Premios  y galardones
| Año  | Certamen | Distinción                                                                         |
| 2024 | XXVII Certamen Nacional de Teatro Garnacha (Haro 2024) por Muladar                                                                                               | Premio Mejor Montaje Escénico                                                      |
| 2023 | XXXI Premios Teatro de Rojas (2023) por Por los ojos de Raquel Meller                                                                                            | Premio Mejor Dirección Escénica                                                    |
| 2022 | XXV Certamen Nacional de Teatro Garnacha La Rioja (Haro 2022) por La casa de Bernarda Alba                                                                       | 2º Premio Mejor Espectáculo Premio Mejor Actriz Secundaria Chelo Vivares.          |
| 2021 | XXIV Premios Max de las Artes Escénicas (2021) por Por los ojos de Raquel Meller                                                                                 | Finalista Mejor Espectáculo Musical o Lírico Finalista Mejor diseño de vestuario   |
| 2020 | XXIII Certamen Nacional de Teatro Garnacha La Rioja (Haro, 2020) por Por los ojos de Raquel Meller                                                               | Premio Mejor Espectáculo Premio Mejor dirección· Premio del público                |
| 2018 | XXI Premios Max de las Artes Escénicas por Alarde de Tonadilla, una historia de la copla                                                                         | Nominada como Mejor Musical y Mejor Vestuario                                      |
| 2017 | XX Premios Max de las Artes Escénicas por Alarde de Tonadilla, una historia de la copla                                                                          | Nominada como Mejor Musical y Mejor Vestuario                                      |
| 2016 | XIX Certamen Nacional de Teatro Garnacha de Rioja (Haro) por Alarde de tonadilla, una historia de la copla                                                       | 2º Premio Mejor Espectáculo  Premio al Mejor Montaje Escenográfico                |
| 2013 | XVI Certamen Nacional de Teatro Garnacha de La Rioja por La casa de Bernarda Alba, de Federico García Lorca. Dirección Irina Kouberskaya y Hugo Pérez de la Pica | Premio Mejor Espectáculo Premio Mejor Dirección Premio Mejor Montaje Escenográfico |
| 2012 | Premio Ojo Crítico de Teatro de RNE por La casa de Bernarda Alba, de Federico García Lorca. Dirección Irina Kouberskaya y Hugo Pérez de la Pica                  | Premio a la Mejor Dirección                                                        |
| 2011 | XXXII Festival de Teatro Ciudad de Palencia por La casa de Bernarda Alba, de Federico García Lorca. Dirección Irina Kouberskaya y Hugo Pérez de la Pica          | Premio a la Mejor Dirección                                                        |